# Sounds of the Season: The Taylor Swift Holiday Collection
Sounds of the Season: The Taylor Swift Holiday Collection —en español: «Sonidos de la Temporada: La Colección Navideña de Taylor Swift»— es el primer EP de la cantante estadounidense de música country Taylor Swift. y primer álbum navideño de la cantante. El EP fue lanzado primeramente el 14 de octubre de 2007 por Big Machine Records exclusivamente para las tiendas Target en Estados Unidos y también para su publicación digital en línea. El lanzamiento fue originalmente una edición limitada para la temporada navideña del 2007, pero fue lanzado nuevamente por iTunes y Amazon.com en diciembre de 2008 y de nuevo en octubre de 2009. Sounds of the Season: The Taylor Swift Holiday Collection presentaba versiones de canciones navideñas y dos canciones originales escritas por Swift, «Christmases When You Were Mine» y «Christmas Must Be Something More», todas las cuales tuvieron un sonido al estilo country pop.
Los críticos musicales recibieron el EP con respuestas favorables, algunos de los cuales incluso prefirieron que hubiera sido un álbum entero. El EP fue un éxito comercial, llegando al número 20 en el Billboard 200 y al número 1 en el Top Holiday Albums. Algunas de las canciones de Sounds of the Season: The Taylor Swift Holiday Collection han sido interpretadas en vivo en varios lugares.

## Historia y composición

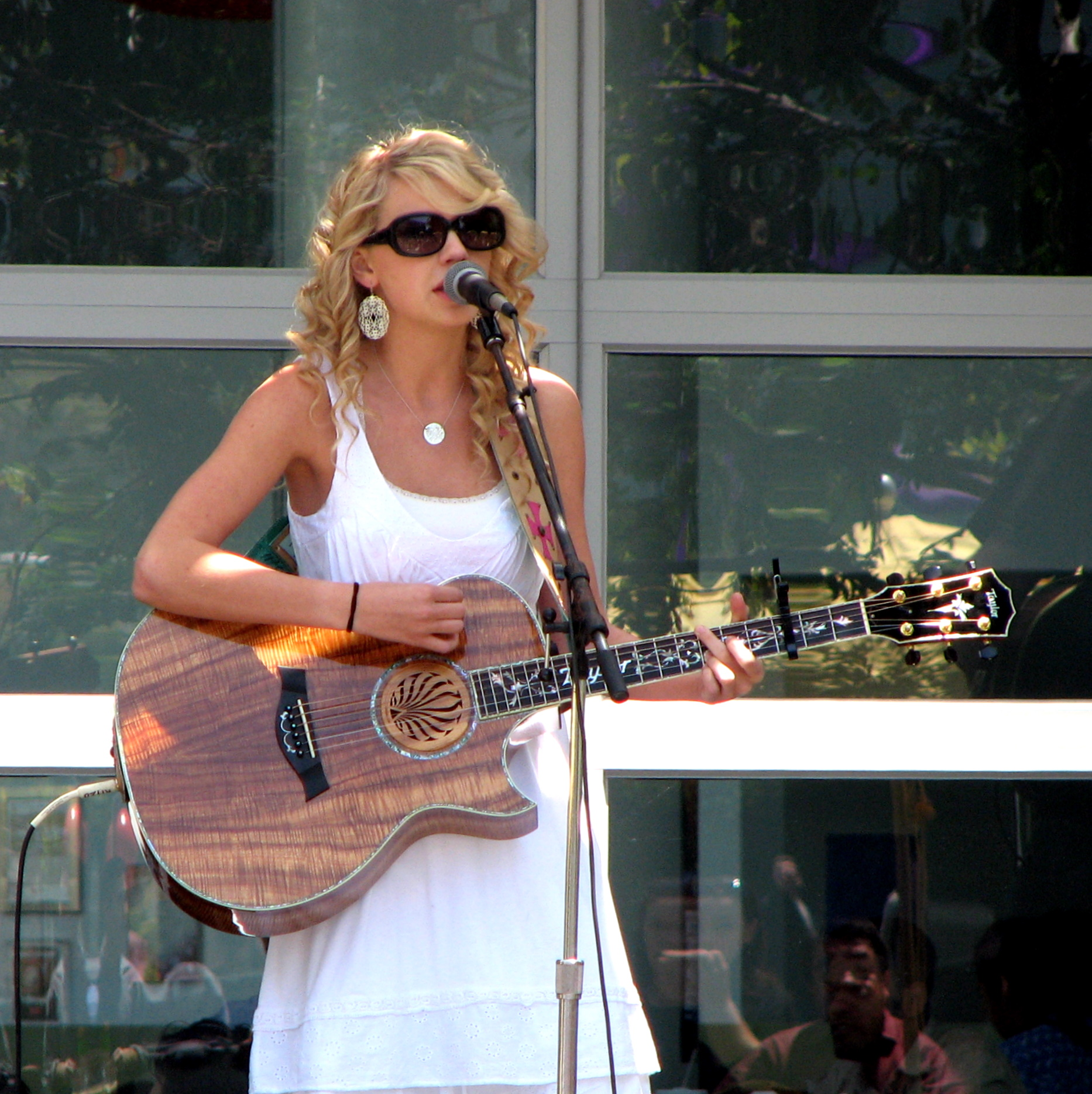
Taylor Swift actuando en la sede de YahooTaylorSwift4.

Para el lanzamiento original de Sounds of the Season: The Taylor Swift Holiday Collection, Swift se asoció con la empresa estadounidense Target; que fue puesto a disposición como un lanzamiento exclusivo limitado en tiendas Target en Estados Unidos y en línea, en Target.com. La portada de Sounds of the Season: The Taylor Swift Holiday Collection es del vídeo musical para "Teardrops on My Guitar". El 6 de octubre de 2009, el EP fue lanzado nuevamente por Target y fue disponible como descarga digital en las tiendas de iTunes, haciendo ajustes menores a la portada y removiendo "Sounds of the Seasons," dejándolo The Taylor Swift Holiday Collection.
Sounds of the Season: The Taylor Swift Holiday Collection es música navideña con inclinación country-pop. El EP se compone principalmente de versiones de éxitos de Navidad y villancicos. El tema de apertura del EP es una versión de "Last Christmas" por Wham! de su álbum de 1986 Music from the Edge of Heaven. La canción original "Christmases When You Were Mine" fue escrita por Swift, Liz Rose, y Nathan Chapman. Líricamente, la canción se fija antes de Navidad, en que la protagonista de la canción, era más feliz. La letra también expresa que la Navidad es mucho más difícil de celebrar que las anteriores. Swift hizo un cover de "Santa Baby", una canción de 1953 presentada por Eartha Kitt. "Silent Night" es un villancico navideño que es presentado musicalmente de diferentes maneras, reemplazando el instrumento del piano a la guitarra acústica; la voz de Swift es también más rápida que la canción original. "Christmases Must Be Something More" es la segunda canción original de Sounds of the Season: The Taylor Swift Holiday Collection, escrita por Swift. La letra para el público es hacer reconocer la razón por la celebración de Navidad, la conmemoración del nacimiento del niño Jesús. La canción final es una versión de "White Christmas" por Bing Crosby, de su álbum de 1942 del mismo nombre.

## Recepción

### Críticas
El EP recibió críticas generales positivas. Craig Shelburne de CMT dijo, "Gracias a ésta estrella adolescente, una nueva generación de chicas sensitivas puedan descubrir la melancólica pero también melódica canción 'Last Christmas'. También incluye dos canciones de Navidad originales." Una crítica de Deseret News sintió que el lanzamiento era demasiado corto, aunque cumplió con la tarea. Dan Maclntosh de Country Standard Time concluyó, "Swift es una cantante buena, quién encuentra formas de inyectar emoción en cada línea que canta. Dicen que las mejores cosas vienen en envases pequeños. Y ese dicho se mantiene verdadero para Swift."

### Posiciones
En la semana que finalizó el 8 de diciembre de 2007, Sounds of the Season: The Taylor Swift Holiday Collection debutó en el número ochenta y ocho en Billboard 200. La semana siguiente, el EP subió a una nueva posición en el número cuarenta y seis en esa lista. Después de su lanzamiento en el 2009, Sounds of the Season: The Taylor Swift Holiday Collection entró en el Billboarf 200 en el número veinte, su punto más alto, y se extendió en la lista por veinticuatro semanas. Para la temporada navideña del 2007, el EP llegó al número dieciocho en Top Holiday Albums y en el número veintidós en Top Holiday Albums, y para la temporada navideña del 2009, llegó al número catorce en ambas listas.

## Promoción

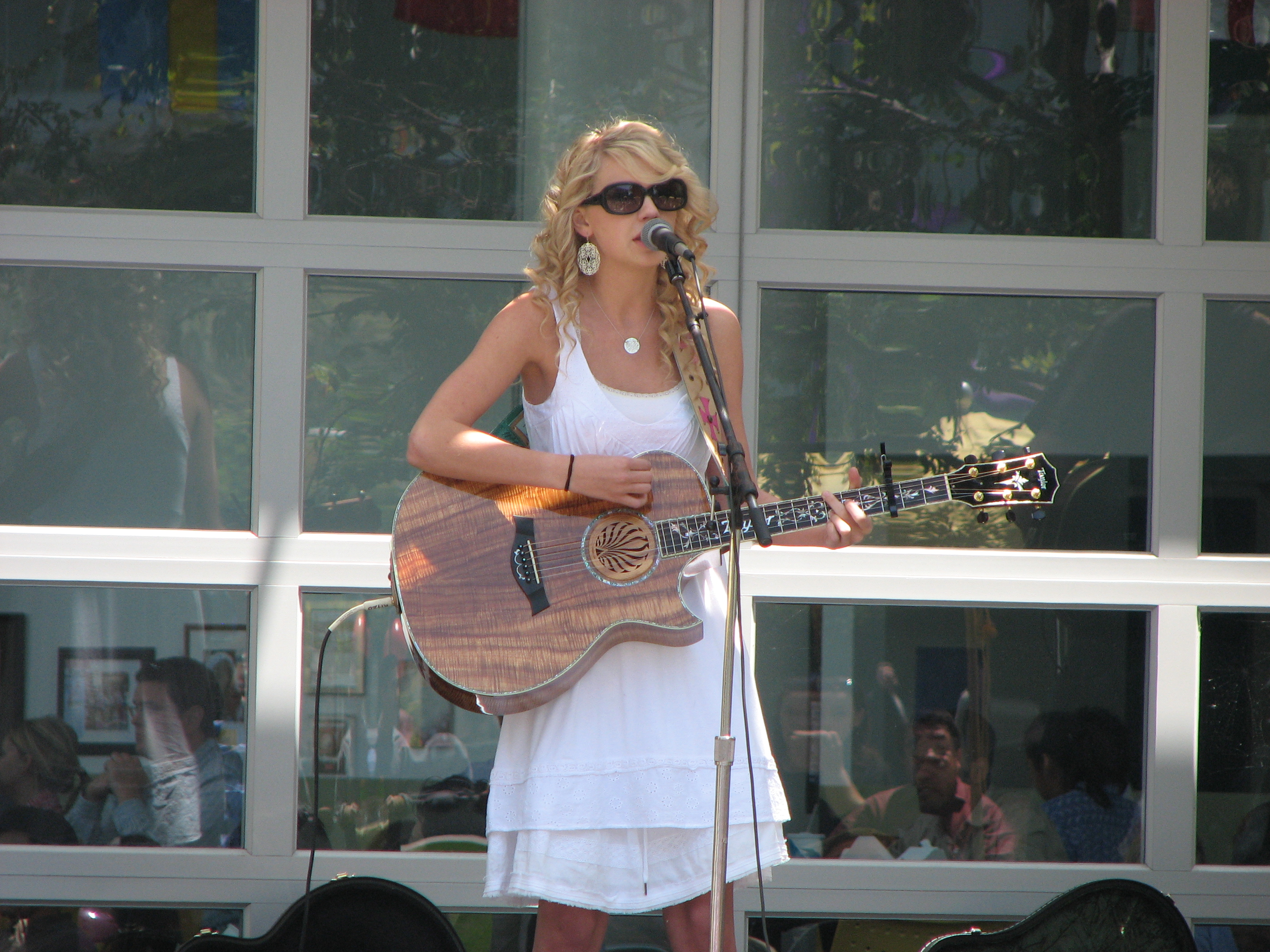
Swift en el 2007, el año en que el EP fue lanzado.

Swift primero presentó la canción de Sounds of the Season: The Taylor Swift Holiday Collection, "Silent Night", el 28 de noviembre de 2007, en Nueva York, en el Centro Rockefeller, que fue difundido en The Today Show; Swift vistió un vestido largo negro y un abrigo de invierno blanco y cantaba mientras tocaba su guitarra acústica. Luego, presentó "Christmases When You Were Mine" el 29 de noviembre de 2007 en St. Charles, Misuri, en el Family Arena, y "Santa Baby" en Bloomington, Minnesota, en el Mall of America el 8 de diciembre de 2007. Swift apareció en The Today Show de nuevo el Día de Navidad del 2007, presentando "Christmases When You Were Mine" y "Silent Night".
Todas las canciones excepto "Christmas Must Be Something More" fueron puestos en varios estaciones de radio de country y por lo tanto se enlistaron en Hot Country Songs: "Last Christmas" llegó al número veinte y ocho, "Christmases When You Were Mine" llegó al número cuarenta y ocho, "Santa Baby" llegó al número cuarenta y tres, "Silent Night" llegó al número cincuenta y cuatro, y "White Christmas" llegó al número cincuenta y nueve.

## Lista de canciones
| N.º   | Título                             | Duración |  |
| 1.    | «Last Christmas»                   | 3:29     |  |
| 2.    | «Christmases When You Were Mine»   | 3:06     |  |
| 3.    | «Santa Baby»                       | 2:41     |  |
| 4.    | «Silent Night»                     | 3:32     |  |
| 5.    | «Christmas Must Be Something More» | 3:53     |  |
| 6.    | «White Christmas»                  | 2:34     |  |
| 19:15 |                                    |          |  |

## Listas
| Lista (2007-2010)       | Posición |
| ----------------------- | -------- |
| U.S. Billboard 200      | 20       |
| U.S. Top Country Albums | 14       |
| U.S. Top Holiday Albums | 1        |

## Personal
- Heidi Beall –  coros
- Nick Buda - batería
- Scott Borchetta - productor ejecutivo
- Nathan Chapman - productor, bajo, guitarra acústica, guitarra eléctrica, coros
- Eric Darken - percusión
- Rob Hajacos - violín
- Andy Leftwich - mandolina
- Tim Marks - bajo
- Scotty Sanders - dobro
- Taylor Swift - voz